# Hamida (Film)
Hamida ist ein Spielfilm aus dem Jahr 1966, der in Co-Produktion zwischen der DDR und Tunesien unter der Regie von Jean Michaud-Mailland entstand. Der Film geht auf die Erzählung Pas de Cheval pour Hamida von Gabrielle Estivals zurück.

## Handlung
Tunesien während der Zeit des französischen Protektorats. In einer dokumentarisch anmutenden Episode zu Beginn des Films lehnen sich Tunesier gewaltsam gegen Franzosen auf. In einem getöteten Franzosen erkennt ein tunesischer Befehlshaber ein vertrautes Gesicht: Renaud.
Einige Jahre zuvor wächst Renaud als Enkel eines französischen Großgrundbesitzers in Tunesien auf. Renauds Vater, der Sohn des Großvaters, ist als Soldat gefallen. Die Mutter fühlt sich im ländlichen Tunesien einsam. Auch ihren Sohn würde sie lieber in Frankreich wissen. Mit Hamida, einem tunesischen Hirtenjungen gleichen Alters, ist Renaud trotz der unterschiedlichen sozialen Stellung eng befreundet. Zusammen erkunden sie die umliegenden Landschaften und spielen miteinander. Dabei geht ein Schaf aus Hamidas Herde verloren. Bei der Suche nach dem Tier fällt Hamida in einen Fluss. Renaud rettet seinem Freund das Leben. Um Hamida vor einer Bestrafung durch seinen strengen Großvater zu schützen, stiehlt Renaud ein Schaf aus der Herde des Nachbarn, doch der Schwindel fliegt auf.
In Folge des Sturzes in den Fluss und die sich anschließende lange Zeit in nasser Kleidung erkrankt der zierliche Hamida schwer und bekommt hohes Fieber. Renaud kümmert sich aufopferungsvoll um seinen Freund. Als dessen Gesundheitszustand sich verschlimmert, bittet Renaud seinen Großvater darum, einen Arzt zu rufen. Dieser verweigert jegliche Hilfe und Renauds Mutter ist vor allem mit ihren eigenen Problemen beschäftigt. Eine entschiedene Stütze für ihren Sohn ist sie nicht. In einer Apotheke besorgt Renaud Schröpfköpfe und beginnt eigenständig mit der Behandlung. Hamida ist zu diesem Zeitpunkt bereits todkrank. Er stirbt am Folgetag.
Der Tod Hamidas löst einen Streik unter den tunesischen Arbeitern aus. Die Beerdigung wird zu einem Demonstrationszug. Zurück bleibt ein verzweifelter und um seinen Freund trauernder Renaud.

## Hintergrund
Die staatliche, tunesische Filmproduktionsfirma Société Anonyme Tunisienne de Production et d'Expansion Cinématographique (kurz: SATPEC) suchte für ihr erstes Spielfilmprojekt einen Co-Produzenten. Nach vergeblicher Suche in Frankreich wandte man sich auf Empfehlung von Louis Daquin an die DEFA. Eine Co-Produktion mit einem nicht sozialistischen Land stieß dort auf großes Interesse.
Die Verfilmungsrechte an der literarischen Vorlage brachte der in Frankreich lebende Tunesier Khaled Abdul-Wahab ein, der im Februar 1965 beim Start der Dreharbeiten die Regie übernahm, jedoch nach zehn Drehtagen aus fachlichen Gründen gegen den bisherigen Regie-Assistenten Jean Michaud-Mailland ausgetauscht wurde und aus dem Filmprojekt ausstieg.  Auch Wahabs Ehefrau Maritza Caballero, die für die Rolle von Renauds Mutter vorgesehen war, musste daraufhin die Produktion verlassen. Den Part übernahm Christine Laszar.
Die Dreharbeiten verliefen aus Sicht beider Produktionspartner konfliktreich, insbesondere im Kamerateam gab es Kompetenzstreitigkeiten.  Die DEFA bemängelte zudem die aus ihrer Sicht mangelhafte technische Ausstattung, für die die SATPEC zuständig war. Die Dreharbeiten fanden vollständig in Tunesien, etwa eine Autostunde von Bizerte entfernt, statt. Die Postproduktion des Films erfolgte in Potsdam-Babelsberg.
Hamida hatte am 27. Januar 1966 im Berliner Kino International seine Uraufführung. Die tunesische Premiere folgte zum zehnten Jahrestag der Unabhängigkeit im März des Jahres. 
2023 restaurierte die DEFA-Stiftung den Film. Eine Wiederaufführungspremiere war für den 29. Oktober 2023 auf dem Carthage Film Festival in Tunis geplant. Das Festival wurde jedoch als Folge des Terrorangriffs der Hamas auf Israel 2023 von der tunesischen Regierung „aus Solidarität mit der palästinensischen Bevölkerung im Gazastreifen“ abgesagt. Die Premiere der restaurierten Fassung fand schließlich ein Jahr später, am 13. Oktober 2024, im Rahmen des Lumière Film Festivals in Lyon statt.

## Kritik
Hamida wurde von DDR-Filmkritik weitgehend positiv besprochen. Günter Sobe hob in seiner Besprechung in der Berliner Zeitung vom 2. Februar 1966 den novellistischen Erzählstil des Films hervor, der sich an der französischen Filmschule anlehne. Nach seiner Einschätzung „könnte man sich glücklich schätzen, wenn mancher DEFA-Film mit so viel Gefühl für den richtigen Bildrhythmus (...) inszeniert wäre.“ Auch die Kritik in der Neuen Zeit lobte die „poetische Kraft“ der Produktion. „Am meisten beeindrucken die Szenen, die am sparsamsten Dialog verwenden“, hieß es weiter. Ähnlich äußerte sich auch Elvira Mollenschott im neues deutschland: „Der Film hat seine künstlerische Stärke vor allem in den atmosphärisch dichten Bildern“, bekräftigte die Journalistin. Trotz der freundlichen Besprechungen entwickelte Hamida kaum Zugkraft an den DDR-Kinokassen.
Das Lexikon des internationalen Films resümiert, dass die „poetisch-dokumentarische Filmerzählung […] trotz inszenatorischer Mängel anspricht.“
Den Erinnerungen von Dieter Wolf, Leiter der Künstlerischen Arbeitsgruppe „Babelsberg“ bei der DEFA, folgend, fand der Film in Tunesien insbesondere in der Provinz große Anerkennung.  Nach Aussagen des tunesischen Filmschaffenden Mohamed Challouf wird Hamida heutzutage in Tunesien von Historikern und Historikerinnen sowie in der Filmkritik als ein sehr wichtiger Meilenstein  in  der  tunesischen  Filmproduktion angesehen.